# Vulcaniella karadaghella
Vulcaniella karadaghella is een vlinder uit de familie prachtmotten (Cosmopterigidae). De wetenschappelijke naam is voor het eerst geldig gepubliceerd in 1986 door Sinev.
De soort komt voor in Europa.